# Emil Hornemann
 Ikke at forveksle med komponisten Emil Horneman.
Claus Jacob Emil Hornemann (født 19. april 1810 i København, død 16. juni 1890 sammesteds) var en dansk læge. Hornemann gjorde en stor indsats i anden halvdel af 1800-tallet for at forbedre hygiejnen i København. Dårlig hygiejne havde været en medvirkende faktor ved udløsningen af koleraepidemien i 1853.

## Uddannelse
Emil Hornemann var en søn af professor Jens Wilken Hornemann. I 1827 dimitterede han fra Borgerdydskolen i København og arbejdede allerede som ung medicinsk-kirurgisk student som læge under den ondartede koldfeberepidemi i Sydsjælland i 1831.
I 1833 tog han den kirurgiske eksamen (han var den første, der underkastede sig kirurgisk prøve ved sygesengen), fungerede derefter som skibskirurg på fregatten Galathea og tog i 1834 den medicinske eksamen. De følgende år var han medicinsk kandidat ved Frederiks Hospital, i 1837-39 reservelæge under Ole Bang. I 1838 tog han licentiat-, i 1839 doktorgraden og drog derpå på en længere studierejse, der først bragte ham til  Paris, hvor han i en længere periode studerede klinisk medicin og hygiejne. Senere fortsatte han de samme studier i England, hvor særlig hygiejnen hastigt var ved at udbrede sig i praksis. Hornemann blev stærkt påvirket af sine oplevelser og blev senere en trofast og utrættelig forkæmper for de engelske synspunkter.
Efter sin tilbagekomst til København i 1841 fik han hurtig en betydelig huslægepraksis, var også en kort tid distriktslæge i København og blev i 1843 udnævnt til læge ved statens nyoprettede livrente- og forsørgelsesanstalt samt dertil knyttede livsforsikringsanstalt, et hverv, han derefter varetog i 45 år. Hans onkel, konferensråd Jonas Collin, havde formentlig indflydelse på, at han fik stillingen, men i øvrigt var han netop særlig kvalificeret til posten ved det indgående studium, han både under sin hospitalsansættelse og under sin udenlandsrejse havde helliget stetoskopien, hvilket han i 1843 beskrev i Haandbog ved den kliniske Øvelse. På dette tidspunkt var Hornemann især interesseret i klinisk medicin, men snart kastede han sig over hygiejnen, og det blev inden for dette felt, at han satte sine vigtigste spor i København og Danmark som helhed.

## Tidlige reformtiltag
Arbejdet med fremme af hygiejne var på den tid yderst tiltrængt i hovedstaden. Man kunne finde uhumskheder af enhver art overalt, med hensyn til renovationsvæsen, til drikkevand, boliger osv. Det var centralt at skaffe lys og luft og renlighed for derved at fjerne en hovedkilde til de hærgende epidemier. Dette krævede en omfattende reform, og Hornemann havde med sine erfaringer fra England forudsætninger for at arbejde for en sådan reform. Til gengæld lå det teoretisk-videnskabelige, eksakte detailarbejdet inden for hygiejnefaget, som den efterhånden vandt frem, især i Tyskland, ham temmelig fjernt.
Efter at have offentliggjort flere indlæg om hygiejne i Bibliotek for Læger og Fædrelandet fik Hornemann i 1847 sæde i det hygiejniske udvalg, der kort forinden var oprettet i det medicinske selskab, og han afløste snart stadslæge Børge Anton Hoppe som formand. Samme år offentliggjorde han en større hygiejnisk afhandling som udvalgsbetænkning til det medicinske selskab, og heri påviste han, blandt andet under hensyn til den truende kolera, nødvendigheden af indgribende reformer i Københavns offentlige sundhedsvæsen. I Fædrelandet gentog han det følgende år opfordringen. Reformarbejde blev imidlertid bremset ved den udbrudte krig. Hornemann blev også grebet af patriotismen og opgav sin virksomhed i København for at gøre tjeneste ved Hæren; i 1849 blev han overlæge ved lazarettet på Augustenborg Slot (i 1850 ved et lazaret i København), og her arbejdede han for at forbedre hygiejnen, så man kunne modvirke de ofte forekommende feberepidemierne på lazaretterne. Samtidig tog han initiativ til en kommission til revision af hele Hærens sundhedsvæsen.
Efter krigen kunne Hornemann genoptage arbejdet med forbedring af den almene hygiejne. I 1850 forelagde han som formand i det medicinske selskabs hygiejniske udvalg det udførlige Forslag til en bedre Ordning af den offentlige Sundhedspleje i Kjøbenhavn. Dette forslag blev mødt af modstræbende og konservativ modstand. Kort efter offentliggjorde han en oversættelse af en officiel engelsk rapport om den seneste koleraepidemi med dertil knyttede bemærkninger om forholdene i København, og efterhånden begyndte hans reformforslag at vinde gehør. Nu blev sundhedskommissionen for hovedstaden genoprettet, og omtrent samtidig (1851) blev der nedsat en kommission med Hornemann som medlem til at foreslå forholdsregler til forebyggelse af den truende kolera. I 1852 udgav han en udførlig beretning om kommissionens virksomhed og resultater og drog samme år som regeringens delegerede til en international hygiejnisk kongres i Bruxelles – den første og vistnok mest epokegørende af sådanne kongresser -, og herfra vendte han hjem med yderligere viden og kendskab til tendenser, hvilket han rapporterede om. I det følgende år skrev han en række artikler i Fædrelandet med krav om sundere boliger for arbejderklassen og lagde stor vægt på "de velhavendes og magthavendes Pligt til at hjælpe at stoppe de mange Kilder ikke blot til Sygdomme, men til Fattigdom, Synd og Misfornøjelse".
I begyndelsen var modstanden mod Hornemanns reformforslag fra officiel side for stor, og skønt han havde tæt forbindelse til ledende personer inden for den spirende liberalisme, havde han næppe fået held med sit forehavende, hvis ikke den frygtede kolera med én i 1853 kom ham til hjælp. Epidemien spredte sig hastigt til alle samfundslag, og de officielle sundhedsautoriteter var rådvilde og magtesløse, mens Hornemanns advarsler viste sig at være særdeles velbegrundede. Derfor blev det den private Lægeforening mod Choleraens Udbredelse med Hornemann som formand, der nu optog hele hovedkampen mod den farlige sygdom og på kort tid overvandt den ved anvendelse af de forholdsregler, der var kendt fra England, navnlig ved at flytte beboere i de sygdomsramte huse til nye steder, hvor der var masser af frisk luft. Da epidemien var ovre, fortsatte Lægeforeningen under Hornemanns utrættelige ledelse sit arbejde, og således blev endnu samme efterår  Lægeforeningens Boliger opført på Østerbro. Hornemann fortsat med at arbejde for sin sag i 35 år, til han var højt oppe i årene, ligesom han var aktivt bestyrelsesmedlem af andre selskaber for gode arbejderboliger, der senere blev opført efter Lægeforeningens forbillede; således var han en af stifterne af Arbejdernes Byggeforening.

## Koleraepidemien 1853
Ved koleraepidemien var Hornemann ikke blot blevet en af hovedstadens mest populære mænd, men tillige en mand, hvis mening også de ældre autoriteter måtte begynde at bøje sig for. Som et officielt udtryk herfor blev han samme år udnævnt til professor og af sundhedskollegiet valgt til medlem af den sundhedskommissionen som erstatning for Bang. I de følgende år kom der omsider fart på dehygiejniske reformer, som Hornemann længe forgæves havde arbejdet for. Han kunne glæde sig over at se koleraen, som efter 1853 årligt truede hovedstaden, stadig blev holdt i skak; da situationen i 1857 blev ekstra truende, fik sundhedskommissionen ved provisorisk lov myndighed til, at Hornemann kunne indføre særlige forholdsregler. Han fortsatte noget ensidigt med at fastholde, at koleraen ikke smittede, hvilket mødte stigende begyndte at møde stigende modstand fra sagkyndig side. Da de konservative elementer i administrationen fortsat søgte at hindre hans reformer, måtte Hornemann ved gennemførelsen af den nye københavnske kommunalforfatning og dermed følgende sundhedsvedtægt i 1858 træde ud af kommissionen, men derved fik han friere hænder til at kæmpe for sine reformkrav som privatmand.
I sin utrættelige agitation mod alle, der var fjendtligt stillede over for sundhed, valgte han især  to veje. Den ene var udgivelsen af tidsskriftet Hygiejniske Meddelelser og Betragtninger, som han redigerede alene indtil 1874, derefter indtil 1880 sammen med professor Carl Georg Gædeken, og heri skrev han selv om den offentlige og private sundhedsplejes kår, men tidsskriftet bragte også talrige bidrag fra yngre hygiejnikere, der hovedsagelig var påvirket af ham. Den anden vej, han slog ind på, var populære foredrag, særligt for den fattigere del af byens befolkning. Disse foredrag blev overordentlig populære, og flere af dem er udgivet, heriblandt den lille fortælling Frisk Luft, Sæbe og Vand, der udkom i gentagne oplag og var karakteristisk for hans agitationsmetode. Et af de emner, han ofte behandlede, var misbrug af alkohol og dens skæbnesvangre følger, og som oprørte hans idealistiske, dybt religiøse opfattelse således, at han kom til at fordømme enhver anvendelse af alkohol, selv i lægekunstens tjeneste.

## Resultater og reformer på nationalt plan
Snart fik Hornemann igen lejlighed til på officiel og fremtrædende måde at virke for hele landets sundhedsvæsen, idet han i 1865 blev medlem af Det kgl. Sundhedskollegium. I 1866-68 begyndte han et felttog mod den barselfeber, der hærgede i Fødselsstiftelsen, samt mod den udbredte infektion i det nye Kommunehospital optrædende hospitalsinfektion. I den anledning agiterede han for antikontagionisme, hvis popularitet dog efterhånden svandt, især med Louis Pasteurs arbejder. Til trods for denne fejlagtige retning i hans videnskabelige fundament, og selv om hans forslag om at modvirke miasmerne ved spredning af patienterne i de såkaldte "blandede afdelinger" ihærdigt blev modarbejdet af de sagkyndige, fik han dog sine holdninger gennemført sammen med sin kampfælle C.E. Fenger. Kort efter gennemførte han kort efter et af sine øvrige vigtige punkter. På det nordiske industrimøde i 1872 holdt han et foredrag med titlen Om Børns Anvendelse i Fabriker, særlig med Hensyn til vore Forhold, og det var det følgende år med til at sikre vedtagelsen af en fabrikslov, der forbød børn under 10 år at arbejde på fabrik, og i samarbejde med en anden filantropisk hygiejniker, dr. F.F. Ulrik, fik han gennemført, at den københavnske byggelov blev underkastet en gennemgribende hygiejnisk revision, hvilket resulterede i en ændret lov i 1875, med blandt andet forbud mod beboelse i kældre, og samt i, at det sundhedsfarlige kvarter om Peder Madsens Gang blev revet ned. Den sidste store hygiejniske sag, det lykkedes ham at gennemføre, var stiftelsen af Selskabet for Sundhedsplejens Fremme i Danmark i 1879. Han var formand for dette indtil 1888, og det var på hans initiativ, at selskabet skred til den vigtige opgave at undersøge den grund, hvorpå København står, efter de nyere undersøgelsesmetoder.
Hornemann arbejdede ud over de nævnte områder også på andre filantropiske felter. Han var således medlem af børnehospitalets bestyrelse fra 1859, og han arbejdede særligt for opførelsen af det nye Dronning Louises Børnehospital. Han var medlem af Københavns Sygehjems bestyrelse, af bestyrelsen for den gensidige hjælpeforening for kvindelige håndarbejdere, af komiteen for anlæg af en vandkuranstalt ved Silkeborg, som han især havde tiltænkt fattige syge. 

## Hæder
Hornemann levede i nationalliberalismens blomstringstid og var en varm skandinav. Han gik således fuldhjertet ind for skandinavisk samarbejde inden for videnskab og deltog ofte i skandinaviske naturforskermøder, ligesom han arbejdede organisatorisk herindenfor blandt andet som dansk afdelingsmedlem af Den Letterstedtske Forening. Han modtog flere norske og svenske ordener foruden en række danske.
Hormann blev titulær professor i 1853, Ridder af Dannebrog i 1849 og Dannebrogsmand i 1858. Ved sin udtrædelse af sundhedskollegiet i 1881 blev han Kommandør af Dannebrog af 2. grad, ved sin afskedigelse fra Livsforsikringsanstalten i 1888 af 1. grad. Han var medlem af flere udenlandske medicinske og hygiejniske selskaber, og ved den internationale lægekongres i København i 1884 var han præsident for den hygiejniske sektion. Ved det skandinaviske hygiejniske lægemøde i København 1888 blev han udnævnt som ærespræsident.
Med alderen blev han efterhånden svagere og ramt af sygdom. Han var dog endnu i slutningen af 1889 så arbejdsdygtig, at han i en oversættelse af et foredrag af den engelske lægevidenskabsmand Richardson (trykt i Tidsskrift for Sundhedspleje) som forord kunne slå endnu et slag for afholdssagen, men ellers levede han nu tilbagetrukket og mere og mere fordybet i de kristelige religiøse tanker, som han altid havde været stærkt præget af. Efter et apoplektisk anfald døde han 16. juni 1890. I 1852 havde han ægtet Birgitte Christiane Hohlenberg, datter af chef for Frederiksnagor (Serampore) Johannes Søbøtker Hohlenberg og datterdatter af statsminister Ove Malling.
Han er begravet på Assistens Kirkegård. Han er portrætteret af malerne Troels Lund ca. 1822, Wilhelm Marstrand, Constantin Hansen 1852  og af H.C. Jensen 1875. Han ses også på Wilhelm Marstrands maleri af unge Læger 1836 (Frederiksborgmuseet). Dertil kommer afbildninger med andre teknikker som tegning og træsnit.